# Cambridgea quadromaculata
Cambridgea quadromaculata là một loài nhện trong họ Stiphidiidae.
Loài này thuộc chi Cambridgea. Cambridgea quadromaculata được A. D. Blest & P. W. Taylor miêu tả năm 1995.